# 1970年ベルギーグランプリ
1970年ベルギーグランプリ (1970 Belgian Grand Prix) は、1970年のF1世界選手権第4戦として、1970年6月7日にスパ・フランコルシャンで開催された。 
ペドロ・ロドリゲスが1967年南アフリカグランプリ以来3年ぶりとなるF1通算2勝目を挙げ、BRMに1966年モナコグランプリのジャッキー・スチュワート以来4年ぶりの優勝をもたらした。
本レースは、スパの14.1kmコースで開催された最後のF1レースであった。また、ダンロップタイヤにとってF1最後の勝利となった。

## 背景
前年はコースの安全性を理由にGPDAからボイコットされた。安全性向上のため、バリアの設置やマルメディにシケインを設ける改修を行い、2年ぶりにベルギーGPが開催されることになった。

## エントリー
本レースを前にマクラーレン勢が相次いで大事故に見舞われた。前戦モナコGPを終えた直後の5月12日、デニス・ハルムはインディ500の練習走行中に燃料が噴き出して大炎上し、ハルムは両手と両足、そして左腕を火傷する重症を負った。さらに本レースの開催を目前に控えた6月2日、オーナーのブルース・マクラーレンがグッドウッド・サーキットでCan-AmカーのM8Dをテスト走行中に事故死してしまう。このため、マクラーレンは本レースを欠場し、マクラーレン・M7Cを使用するジョン・サーティースも欠場することになった。
ジョニー・セルボ＝ギャバンが冬のオフロードカーのイベントで目を負傷したことによる視力の低下を理由に前戦モナコGPをもって引退したため、ティレルはジャッキー・スチュワートのみの参加となった。ロータスは新しい72と古い49を持ち込んだ。フェラーリはジャッキー・イクスに加え、この年フェラーリでスポーツカーの512Sを走らせていたイグナツィオ・ギュンティが2台目の312Bを走らせる。イギリスのカーコレクターであるトム・ウィートクロフトがチームを立ち上げ、デレック・ベルがブラバム・BT26Aを走らせる。

### エントリーリスト
| チーム                                              | No. | ドライバー                     | コンストラクター | シャシー | エンジン                         | タイヤ |
| --------------------------------------------------- | --- | ------------------------------ | ---------------- | -------- | -------------------------------- | ------ |
| ヤードレー・チーム・BRM                             | 1   | ペドロ・ロドリゲス             | BRM              | P153     | BRM P142 3.0L V12                | D      |
| ヤードレー・チーム・BRM                             | 2   | ジャッキー・オリバー           | BRM              | P153     | BRM P142 3.0L V12                | D      |
| ヤードレー・チーム・BRM                             | 3   | ジョージ・イートン 1           | BRM              | P153     | BRM P142 3.0L V12                | D      |
| ブルース・マクラーレン・モーターレーシング          | 4   | ブルース・マクラーレン 2       | マクラーレン     | M14A     | フォード・コスワース DFV 3.0L V8 | G      |
| ブルース・マクラーレン・モーターレーシング          | 5   | ピーター・ゲシン 2             | マクラーレン     | M14A     | フォード・コスワース DFV 3.0L V8 | G      |
| ブルース・マクラーレン・モーターレーシング          | 6   | アンドレア・デ・アダミッチ 2   | マクラーレン     | M7D      | アルファロメオ T33 3.0L V8       | G      |
| フランク・ウィリアムズ・レーシングカーズ            | 7   | ピアス・カレッジ               | デ・トマソ       | 505      | フォード・コスワース DFV 3.0L V8 | D      |
| トム・ウィートクロフト・レーシング                  | 8   | デレック・ベル                 | ブラバム         | BT26A    | フォード・コスワース DFV 3.0L V8 | G      |
| マーチ・エンジニアリング                            | 9   | ジョー・シフェール             | マーチ           | 701      | フォード・コスワース DFV 3.0L V8 | F      |
| マーチ・エンジニアリング                            | 10  | クリス・エイモン               | マーチ           | 701      | フォード・コスワース DFV 3.0L V8 | F      |
| ティレル・レーシング・オーガニゼーション            | 11  | ジャッキー・スチュワート       | マーチ           | 701      | フォード・コスワース DFV 3.0L V8 | D      |
| アンティーク・オートモビルズ・レーシングチーム      | 14  | ロニー・ピーターソン           | マーチ           | 701      | フォード・コスワース DFV 3.0L V8 | G      |
| STPコーポレーション                                 | 15  | マリオ・アンドレッティ 3       | マーチ           | 701      | フォード・コスワース DFV 3.0L V8 | F      |
| シルビオ・モーザー・レーシングチーム                | 16  | シルビオ・モーザー 4           | ベラシ           | F1 70    | フォード・コスワース DFV 3.0L V8 | G      |
| チーム・サーティース                                | 17  | ジョン・サーティース 2         | マクラーレン     | M7C      | フォード・コスワース DFV 3.0L V8 | F      |
| モーターレーシング・ディベロップメンツ・リミテッド  | 18  | ジャック・ブラバム             | ブラバム         | BT33     | フォード・コスワース DFV 3.0L V8 | G      |
| アウト・モトール・ウント・シュポルト                | 19  | ロルフ・シュトメレン           | ブラバム         | BT33     | フォード・コスワース DFV 3.0L V8 | G      |
| ゴールドリーフ・チーム・ロータス                    | 20  | ヨッヘン・リント               | ロータス         | 49C      | フォード・コスワース DFV 3.0L V8 | F      |
| ゴールドリーフ・チーム・ロータス                    | 21  | ジョン・マイルズ               | ロータス         | 72B      | フォード・コスワース DFV 3.0L V8 | F      |
| ワールドワイド・レーシング                          | 22  | アレックス・ソラー＝ロイグ     | ロータス         | 72       | フォード・コスワース DFV 3.0L V8 | F      |
| ブルックボンド・オクソ・レーシング/ロブ・ウォーカー | 23  | グラハム・ヒル                 | ロータス         | 49C      | フォード・コスワース DFV 3.0L V8 | F      |
| ピート・ラブリー・フォルクスワーゲン・インク        | 24  | ピート・ラブリー 3             | ロータス         | 49B      | フォード・コスワース DFV 3.0L V8 | F      |
| エキップ・マトラ・エルフ                            | 25  | ジャン＝ピエール・ベルトワーズ | マトラ           | MS120    | マトラ MS12 3.0L V12             | G      |
| エキップ・マトラ・エルフ                            | 26  | アンリ・ペスカロロ             | マトラ           | MS120    | マトラ MS12 3.0L V12             | G      |
| スクーデリア・フェラーリ SpA SEFAC                  | 27  | ジャッキー・イクス             | フェラーリ       | 312B     | フェラーリ 001 3.0L F12          | F      |
| スクーデリア・フェラーリ SpA SEFAC                  | 28  | イグナツィオ・ギュンティ       | フェラーリ       | 312B     | フェラーリ 001 3.0L F12          | F      |
| ソース:                                             |     |                                |                  |          |                                  |        |

追記
- ^1 - イートンは病気のため欠場[17]
- ^2 - マクラーレン勢とサーティースはブルース・マクラーレンの事故死のため欠場[17][12]
- ^3 - エントリーのみ[17]
- ^4 - マシンが準備できず[17]

## 予選
ジャッキー・スチュワートがポールポジションを獲得し、ヨッヘン・リントとクリス・エイモンとともにフロントローに並んだ。ジャッキー・イクスとジャック・ブラバムが2列目、ペドロ・ロドリゲス、ロルフ・シュトメレン、イグナツィオ・ギュンティが3列目を占めた。

### 予選結果
| 順位    | No. | ドライバー                     | コンストラクター    | タイム | 差    | グリッド |
| ------- | --- | ------------------------------ | ------------------- | ------ | ----- | -------- |
| 1       | 11  | ジャッキー・スチュワート       | マーチ-フォード     | 3:28.0 | -     | 1        |
| 2       | 20  | ヨッヘン・リント               | ロータス-フォード   | 3:30.1 | +2.1  | 2        |
| 3       | 10  | クリス・エイモン               | マーチ-フォード     | 3:30.3 | +2.3  | 3        |
| 4       | 27  | ジャッキー・イクス             | フェラーリ          | 3:30.7 | +2.7  | 4        |
| 5       | 18  | ジャック・ブラバム             | ブラバム-フォード   | 3:31.5 | +3.5  | 5        |
| 6       | 1   | ペドロ・ロドリゲス             | BRM                 | 3:31.6 | +3.6  | 6        |
| 7       | 19  | ロルフ・シュトメレン           | ブラバム-フォード   | 3:32.0 | +4.0  | 7        |
| 8       | 28  | イグナツィオ・ギュンティ       | フェラーリ          | 3:32.4 | +4.4  | 8        |
| 9       | 14  | ロニー・ピーターソン           | マーチ-フォード     | 3:32.8 | +4.8  | 9        |
| 10      | 9   | ジョー・シフェール             | マーチ-フォード     | 3:32.9 | +4.9  | 10       |
| 11      | 25  | ジャン＝ピエール・ベルトワーズ | マトラ              | 3:32.9 | +4.9  | 11       |
| 12      | 7   | ピアス・カレッジ               | デ・トマソ-フォード | 3:33.0 | +5.0  | 12       |
| 13      | 21  | ジョン・マイルズ               | ロータス-フォード   | 3:33.8 | +5.8  | 13       |
| 14      | 2   | ジャッキー・オリバー           | BRM                 | 3:34.2 | +6.2  | 14       |
| 15      | 8   | デレック・ベル                 | ブラバム-フォード   | 3:36.2 | +8.2  | 15       |
| 16      | 23  | グラハム・ヒル                 | ロータス-フォード   | 3:37.0 | +9.0  | 16       |
| 17      | 26  | アンリ・ペスカロロ             | マトラ              | 3:37.1 | +9.1  | 17       |
| 18      | 22  | アレックス・ソラー＝ロイグ     | ロータス-フォード   | 3:52.7 | +24.7 | DNQ 1    |
| ソース: |     |                                |                     |        |       |          |

追記
- ^1 - ソラー＝ロイグは規定周回数（5周）を走行できなかったため予選落ち[20]

## 決勝
ヨッヘン・リントはスタートでリードを奪ったが、1周目が終わるまでにクリス・エイモンとジャッキー・スチュワートに抜かれた。2周目にスチュワートが首位に立ったが、エイモンは3周目に首位を奪い返した。その間にペドロ・ロドリゲスがリントを抜いて3位、4周目にスチュワートを抜いて2位、5周目にエイモンを抜いて首位に浮上した。しばらくの間、ロドリゲスとエイモンは首位を争ったが、その後ロドリゲスはエイモンを引き離していく。その後方でスチュワートはジャック・ブラバムの追撃を受けていたが、ブラバムは次の周でペダルに油っぽいぼろきれが絡まっていたのを見つけたため、それをマルメディで除去すると再びリントとスチュワートを追走しだした。リントとスチュワートがリタイアし、ブラバムもクラッチの故障に苦しみだすと、ジャン＝ピエール・ベルトワーズが3位に浮上した。チームメイトのアンリ・ペスカロロはベルトワーズに続く4位を走行したが、残り1周で燃料タンクが壊れて燃料切れとなり、緊急ピットインで燃料を補給したものの再スタートすることができなかった。ペスカロロに代わって4位となったのはフェラーリの新人イグナツィオ・ギュンティで、F1デビュー戦から初入賞を果たした。チームメイトのイクスはコクピットに燃料が漏れてレーシングスーツまで染み渡ってしまったため、新しいレーシングスーツに着替えるためにピットインしなければならなかった。体に付着した燃料がスペインGPでの火災で負った火傷の痕をひどく刺激したが、8位で完走した。レースはロドリゲスが制し、しばし低迷していたBRMの復活を強く印象づけた。平均速度は241.308 km/h (149.942 mph)で、2年前のベルギーGPで優勝したブルース・マクラーレンが記録したF1史上最高速度記録(236.797 km/h (147.139 mph))を2年ぶりに塗り替えた。2位のエイモンはファステストラップを記録したが、ロドリゲスに追いつくことはできなかった。ロルフ・シュトメレンは5位に入賞し、F1デビュー4戦目で初ポイントを獲得した。
改修が行われたものの、スパが依然危険なサーキットであることには変わりはなく、14kmのレイアウトでF1が開催されるのはこの年が最後となった。安全性を高めるために距離を短縮した新しいレイアウトに変更されたスパに戻るのは13年後の1983年となる。

### レース結果
| 順位    | No. | ドライバー                     | コンストラクター    | 周回数 | タイム/リタイア原因 | グリッド | ポイント |
| ------- | --- | ------------------------------ | ------------------- | ------ | ------------------- | -------- | -------- |
| 1       | 1   | ペドロ・ロドリゲス             | BRM                 | 28     | 1:38:09.9           | 6        | 9        |
| 2       | 10  | クリス・エイモン               | マーチ-フォード     | 28     | +1.1                | 3        | 6        |
| 3       | 25  | ジャン＝ピエール・ベルトワーズ | マトラ              | 28     | +1:43.7             | 11       | 4        |
| 4       | 28  | イグナツィオ・ギュンティ       | フェラーリ          | 28     | +2:38.5             | 8        | 3        |
| 5       | 19  | ロルフ・シュトメレン           | ブラバム-フォード   | 28     | +3:31.8             | 7        | 2        |
| 6       | 26  | アンリ・ペスカロロ             | マトラ              | 27     | 燃料切れ            | 17       | 1        |
| 7       | 9   | ジョー・シフェール             | マーチ-フォード     | 26     | 燃料ポンプ          | 10       |          |
| 8       | 27  | ジャッキー・イクス             | フェラーリ          | 26     | +2 Laps             | 4        |          |
| NC      | 14  | ロニー・ピーターソン           | マーチ-フォード     | 20     | 規定周回数不足      | 9        |          |
| Ret     | 18  | ジャック・ブラバム             | ブラバム-フォード   | 19     | クラッチ            | 5        |          |
| Ret     | 23  | グラハム・ヒル                 | ロータス-フォード   | 19     | エンジン            | 16       |          |
| Ret     | 11  | ジャッキー・スチュワート       | マーチ-フォード     | 14     | エンジン            | 1        |          |
| Ret     | 21  | ジョン・マイルズ               | ロータス-フォード   | 13     | ギアボックス        | 13       |          |
| Ret     | 20  | ヨッヘン・リント               | ロータス-フォード   | 10     | エンジン            | 2        |          |
| Ret     | 2   | ジャッキー・オリバー           | BRM                 | 7      | エンジン            | 14       |          |
| Ret     | 7   | ピアス・カレッジ               | デ・トマソ-フォード | 4      | 油圧                | 12       |          |
| Ret     | 8   | デレック・ベル                 | ブラバム-フォード   | 1      | ギアボックス        | 15       |          |
| DNQ     | 22  | アレックス・ソラー＝ロイグ     | ロータス-フォード   |        | 予選不通過          |          |          |
| ソース: |     |                                |                     |        |                     |          |          |

優勝者ペドロ・ロドリゲスの平均速度
241.308 km/h (149.942 mph)
ファステストラップ
- クリス・エイモン - 3:27.4（27周目）

ラップリーダー
太字は最多ラップリーダー
- クリス・エイモン - 3周 (Lap 1, 3-4)
- ジャッキー・スチュワート - 1周 (Lap 2)
- ペドロ・ロドリゲス - 24周 (Lap 5-28)

## 第4戦終了時点のランキング
|         | 順位 | ドライバー               | ポイント |
| ------- | ---- | ------------------------ | -------- |
|         | 1    | ジャック・ブラバム       | 15       |
|         | 2    | ジャッキー・スチュワート | 13       |
| 9       | 3    | ペドロ・ロドリゲス       | 10       |
| 1       | 4    | ヨッヘン・リント         | 9        |
| 1       | 5    | デニス・ハルム           | 9        |
| ソース: |      |                          |          |

|         | 順位 | コンストラクター      | ポイント |
| ------- | ---- | --------------------- | -------- |
| 3       | 1    | マーチ-フォード       | 19       |
| 1       | 2    | ブラバム-フォード     | 17       |
| 1       | 3    | マクラーレン-フォード | 15       |
| 1       | 4    | ロータス-フォード     | 14       |
|         | 5    | マトラ                | 11       |
| ソース: |      |                       |          |

- 注:  トップ5のみ表示。前半7戦のうちベスト6戦及び後半6戦のうちベスト5戦がカウントされる。